# Mùa bão khu vực Úc 2020–21
Mùa bão khu vực Úc 2020–21 là khoảng thời gian trong năm khi hầu hết các cơn xoáy thuận nhiệt đới hình thành ở phía nam của Ấn Độ Dương và Thái Bình Dương giữa 90°Đ và 160°Đ. Mùa bão chính thức bắt đầu vào ngày 1 tháng 11 năm 2020 và sẽ kết thúc vào ngày 30 tháng 4 năm 2021; tuy nhiên, một cơn xoáy thuận nhiệt đới có thể hình thành bất cứ lúc nào trong khoảng thời gian từ ngày 1 tháng 7 năm 2020 đến ngày 30 tháng 6 năm 2021 và sẽ được tính vào tổng mùa. Trong mùa, các cơn xoáy thuận nhiệt đới sẽ được theo dõi chính thức bởi Cục Khí tượng Úc (BoM), Cơ quan Khí hậu và Địa vật lý Indonesia (BMKG) và Dịch vụ Thời tiết Quốc gia Papua New Guinea. Trung tâm Cảnh báo bão Liên hợp (JTWC) và các cơ quan khác như Dịch vụ Khí tượng thủy văn (FMS), Dịch vụ Khí tượng của New Zealand (MetService) và Météo-France tại La Réunion, cũng sẽ giám sát, theo dõi các khu vực của họ trong mùa.
Phạm vi bài viết này đề cập đến xoáy thuận nhiệt đới ở khu vực Úc. Các loại xoáy khác như xoáy thuận cận nhiệt đới, xoáy thuận ngoại nhiệt đới, xoáy nghịch, polar low, polar high,... không đề cập đến trong bài viết này.

## Danh sách bão

### Vùng thấp nhiệt đới 01U (Bongoyo)
Trong khoảng thời gian từ giữa đến cuối tháng 11 năm 2020, một xung cường độ trung bình của Dao động Madden-Julian (MJO) đã theo dõi về phía đông qua Ấn Độ Dương xích đạo về phía Lục địa biển và các kinh độ của Úc.  Sự hiện diện của MJO đã làm tăng độ ẩm nhiệt đới cho môi trường khí quyển, cũng như hỗ trợ sự hình thành Bão nhiệt đới Alicia ở khu vực Tây Nam Ấn Độ Dương vào giữa tháng 11.  Vào ngày 24 tháng 11, Cục Khí tượng (BOM) báo cáo rằng một áp thấp nhiệt đới đã phát triển trong một rãnhở góc cực tây bắc của khu vực Úc, cách Quần đảo Cocos khoảng 860 km (535 mi) về phía tây bắc .  Hệ thống được BQT gán mã định danh 01U.  Trung tâm Cảnh báo Bão Liên hợp (JTWC) đánh giá các điều kiện môi trường chỉ có lợi cho quá trình hình thành xoáy thuận nhiệt đới , với dòng chảy hướng cực tốt và nhiệt độ bề mặt biển gần 30 ° C (86 ° F ) được bù đắp bởi tác động của gió cắt dọc vừa phải . Do đó, áp thấp nhiệt đới được dự báo chỉ có ít khả năng phát triển thành xoáy thuận nhiệt đới trước khi di chuyển về phía tây ra khỏi khu vực Australia vào cuối tuần. 
Đối lưu sâu vẫn tồn tại trong hệ thống khi áp thấp nhiệt đới di chuyển dần về phía nam trong những ngày tiếp theo, và vào đầu ngày 27 tháng 11, một dải mưa đối lưu cong đã phát triển ở phía đông.  Mặc dù vậy, hệ thống hầu như vẫn vô tổ chức trong môi trường biên, với một trung tâm hoàn lưu cấp thấp kéo dài.  Vào ngày 29 tháng 11, áp thấp nhiệt đới bắt đầu di chuyển chậm theo hướng Tây Tây Bắc trên phía bắc của vành đai áp cao cận nhiệt đới .  Hệ thống gặp phải lực cắt gió yếu hơn dọc theo rãnh mới của nó, cho phép đối lưu sâu phát triển gần tâm hoàn lưu tầng thấp. Tuy nhiên, trước khi bất kỳ cường độ mạnh nào có thể xảy ra, áp thấp nhiệt đới đã rời khỏi khu vực Australia vào ngày 30 tháng 11, đi vào khu vực chịu trách nhiệm của trung tâm cảnh báo xoáy thuận nhiệt đới của Météo-France ở Réunion .  Hệ thống này sau đó đã mạnh lên thành Bão nhiệt đới nghiêm trọng Bongoyo trong khu vực xoáy thuận Tây Nam Ấn Độ Dương vào ngày 7 tháng 12.  Ở cường độ cực đại ở khu vực Úc, BOM ước tính áp suất khí quyển tối thiểu của hệ thống là 1005  hPa (29,68  inHg ) vào ngày 25 tháng 11.  Dữ liệu về máy đo tán xạ vệ tinh được tiết lộgió duy trì tối đa khoảng 45 km / h (30 dặm / giờ) lúc 02:30  UTC vào ngày 30 tháng 11, vài giờ trước khi hệ thống thoát ra khỏi khu vực Úc. 

Nhiệt đới Low 01U đã tiến gần nhất đến Quần đảo Cocos vào ngày 27-28 tháng 11, đi qua khoảng cách hơn 500 km (310 dặm) về phía tây.  Gió tăng, cũng như thỉnh thoảng có mưa rào và dông, đã xảy ra trên khắp các đảo trong khi hệ thống này nằm gần đó.  Gió duy trì tối đa trong 10 phút là 39 km / h (24 dặm / giờ) với gió giật đến 46 km / h (29 dặm / giờ) đã được quan sát thấy tại sân bay trên Đảo Tây lúc 04:30 UTC vào ngày 27 tháng 11.  Tổng lượng mưa là 23,6 mm (0,93 in) cũng được ghi nhận vào ngày 24-28 tháng 11. 

## Tên bão

### Cục khí tượng Úc (BoM)
| - Imogen - Joshua - Kimi - Lucas - Marian - Niran | - Odette - Paddy (chưa sử dụng) - Ruby (chưa sử dụng) - Seth (chưa sử dụng) - Tiffany (chưa sử dụng) - Vernon (chưa sử dụng) |

### TCWC Jakarta
| - Seroja - Teratai (chưa sử dụng) - Anggrek (chưa sử dụng) - Bakung (chưa sử dụng) - Cempaka (chưa sử dụng) | - Dahlia (chưa sử dụng) - Flamboyan (chưa sử dụng) - Kenanga (chưa sử dụng) - Lili (chưa sử dụng) - Pisang (chưa sử dụng) |

### TCWC Port Moresby
| - Alu (chưa sử dụng) - Buri (chưa sử dụng) - Dodo (chưa sử dụng) - Emau (chưa sử dụng) - Fere (chưa sử dụng) | - Hibu (chưa sử dụng) - Ila (chưa sử dụng) - Kama (chưa sử dụng) - Lobu (chưa sử dụng) - Maila (chưa sử dụng) |